# Schmidtsbach
Der Schmidtsbach ist ein etwa 3,3 km langer linker und östlicher Zufluss der Our.

## Verlauf
Der Schmidtsbach entspringt in der Eifel westlich von Kehr, westlich der deutsch-belgischen Grenze. Er mündet bei Berterath in die Our.

## Zuflüsse
- Ullenbach (links)